# 本羽田
本羽田（ほんはねだ）は、東京都大田区の町名。現行行政地名は本羽田一丁目から本羽田三丁目。住居表示実施済区域。

## 概要
大田区の南東部に位置する。町域の北部は大田区萩中に接する。東部は東京都道・神奈川県道6号東京大師横浜線（産業道路）に接し、これを境に大田区羽田に接する。南部一帯は多摩川を境に神奈川県川崎市川崎区に接する。西部は大田区南六郷に接する。
町域のほとんどは多摩川の左岸にあるが、右岸（川崎市側）の一部に飛び地が存在する。これは、明治時代まで蛇行していた多摩川の流路の痕跡である。
当町域の用途地域はほとんどが準工業地域のため、住宅と工場が混在した地域になっているが、近年は工場の閉鎖廃業に伴い集合住宅の建設が急増している。

## 歴史
「羽田郷土史」では、羽田村は源義朝が平清盛に敗れた平治の乱の後、源氏の落武者7人が羽田浦に漂着して開村したと伝えているという。（よく似た話は琵琶湖の沖島などにもある。）
羽田村は中世以来漁村だったが、比較的早い段階で現在の東糀谷辺りが干拓され、六郷領用水が羽田地区まで引かれたこともあり、農村として発達した側面ももっていた。
1693年（元禄6年）頃、多摩川に面した一帯の漁村部が農村部と分かれる形で羽田猟師町が分村、当初その境界はあいまいだったとされる。同年に萩中村も分村された。
1829年（文政12年）、現在の羽田空港にあたる開墾地が、羽田猟師町から分かれて「鈴木新田」と名付けられた。その後、羽田村・羽田猟師町・鈴木新田の三集落を合わせて「羽田三ヶ村」といわれるようになった。
1889年（明治22年）5月1日、町村制の施行に伴い、東京府荏原郡麹谷村・萩中村・鈴木新田・羽田猟師町・羽田村の全域が合併し、東京府荏原郡羽田村が発足。現・本羽田にあたる地域は、東京府荏原郡羽田村大字羽田となる。
1907年（明治40年）10月4日、羽田村が町制施行して東京府荏原郡羽田町大字羽田となる。
1932年（昭和7年）10月1日、荏原郡全域が東京市に編入。東京府東京市蒲田区羽田本町と改称された。同時に東側が大字羽田猟師町と合わさって、羽田一丁目および三丁目として分離した。
1943年（昭和18年）7月1日 、東京都制により東京府と統合されて東京市は廃止。東京都蒲田区羽田本町となる。
1947年（昭和22年）3月15日、蒲田区が大森区と合併し、東京都大田区羽田本町となる。
1964年（昭和39年）4月1日、住居表示により萩中町・羽田本町などの一部から本羽田一丁目から三丁目が成立した。

### 町名の変遷
| 実施後   | 実施年月日    | 実施前 |
| -------- | ------------- | --- |
| 萩中町   | 1932年10月1日 | 荏原郡羽田町大字萩中                                                                                       |
| 羽田本町 | 1932年10月1日 | 荏原郡羽田町大字羽田字西馬場耕地・字駿河耕地・字四町歩耕地・字東馬場耕地・字畑耕地・字尾崎耕地・字久我耕地 |

| 実施後       | 実施年月日   | 実施前（各町名ともその一部） |
| ------------ | ------------ | ---------------------------- |
| 本羽田一丁目 | 1964年4月1日 | 萩中町、羽田本町             |
| 本羽田二丁目 | 1964年4月1日 | 萩中町、羽田本町             |
| 本羽田三丁目 | 1964年4月1日 | 萩中町、羽田本町             |

## 世帯数と人口
2024年（令和6年）4月1日現在（東京都発表）の世帯数と人口は以下の通りである。
| 丁目         | 世帯数    | 人口     |
| ------------ | --------- | -------- |
| 本羽田一丁目 | 2,262世帯 | 4,254人  |
| 本羽田二丁目 | 2,064世帯 | 4,317人  |
| 本羽田三丁目 | 1,676世帯 | 3,350人  |
| 計           | 6,002世帯 | 11,921人 |

### 人口の変遷
国勢調査による人口の推移。
| 年                 | 人口   |
| ------------------ | ------ |
| 1995年（平成7年）  | 9,643  |
| 2000年（平成12年） | 10,490 |
| 2005年（平成17年） | 11,038 |
| 2010年（平成22年） | 11,321 |
| 2015年（平成27年） | 11,985 |
| 2020年（令和2年）  | 12,089 |

### 世帯数の変遷
国勢調査による世帯数の推移。
| 年                 | 世帯数 |
| ------------------ | ------ |
| 1995年（平成7年）  | 3,585  |
| 2000年（平成12年） | 4,024  |
| 2005年（平成17年） | 4,377  |
| 2010年（平成22年） | 4,893  |
| 2015年（平成27年） | 5,223  |
| 2020年（令和2年）  | 5,665  |

## 学区
区立小・中学校に通う場合、学区は以下の通りとなる（2023年3月時点）。
| 丁目         | 番地                             | 小学校               | 中学校             |
| ------------ | -------------------------------- | -------------------- | ------------------ |
| 本羽田一丁目 | 1〜3番 8〜18番 23〜25番 31〜32番 | 大田区立出雲小学校   | 大田区立出雲中学校 |
| 本羽田一丁目 | 4〜7番                           | 大田区立中萩中小学校 | 大田区立出雲中学校 |
| 本羽田一丁目 | 19〜22番 26〜30番                | 大田区立都南小学校   | 大田区立出雲中学校 |
| 本羽田二丁目 | 5〜16番                          | 大田区立都南小学校   | 大田区立出雲中学校 |
| 本羽田二丁目 | 1〜4番                           | 大田区立中萩中小学校 | 大田区立出雲中学校 |
| 本羽田三丁目 | 4〜11番 24〜30番                 | 大田区立萩中小学校   | 大田区立出雲中学校 |
| 本羽田三丁目 | 1〜3番 12〜23番                  | 大田区立都南小学校   | 大田区立出雲中学校 |

## 事業所
2021年（令和3年）現在の経済センサス調査による事業所数と従業員数は以下の通りである。
| 丁目         | 事業所数  | 従業員数 |
| ------------ | --------- | -------- |
| 本羽田一丁目 | 151事業所 | 1,026人  |
| 本羽田二丁目 | 132事業所 | 1,174人  |
| 本羽田三丁目 | 70事業所  | 822人    |
| 計           | 353事業所 | 3,022人  |

### 事業者数の変遷
経済センサスによる事業所数の推移。
| 年                 | 事業者数 |
| ------------------ | -------- |
| 2016年（平成28年） | 381      |
| 2021年（令和3年）  | 353      |

### 従業員数の変遷
経済センサスによる従業員数の推移。
| 年                 | 従業員数 |
| ------------------ | -------- |
| 2016年（平成28年） | 3,244    |
| 2021年（令和3年）  | 3,022    |

## 施設
- 簡野学園羽田幼児教育専門学校
- 簡野学園羽田国際高等学校
- 東京都立つばさ総合高等学校
- 大田区立萩中小学校
- 大田区立出雲中学校
- 大田区立出雲小学校
- 大田区立都南小学校
- 糀谷作業所（就労継続支援B型事業所）
- ホームセンターコーナン本羽田萩中店
- オリンピック本羽田店
- 大田区立本羽田公園
- 大田区立多摩川大師大橋緑地
- 浄土真宗本願寺派海岸寺
- 浄土真宗本願寺派久宝寺
- 日蓮宗長照寺
- 日蓮宗本住寺
- 真言宗智山派正蔵院
- 真言宗智山派自性院
- 真言宗智山派秀明寺

## 交通
当地域内に鉄道駅はないが、北部方向にある京急空港線糀谷駅や大鳥居駅、穴守稲荷駅、西部方向にある京急本線雑色駅へは概ね徒歩15分程度の距離で、蒲田駅と川崎駅からのバス路線の利用もある。

## その他

### 日本郵便
- 郵便番号 : 144-0044[2]（集配局 : 蒲田郵便局[18]）。